# Daiana Pacheco
Pour les articles homonymes, voir Pacheco.
Daiana Pacheco est une joueuse de hockey sur gazon argentine. Elle évolue au poste d'attaquante à River Plate et avec l'équipe nationale argentine.

## Biographie
Elle est née le 4 avril 2002 à Córdoba.

## Carrière
- Elle a fait ses débuts en équipe première le 13 février 2022 contre la Belgique à Buenos Aires lors de la Ligue professionnelle 2021-2022[2].

## Palmarès
- : 1re à la Ligue professionnelle 2021-2022.